# Zerde
Lo Zerde è un dessert turco, una sorta di budino dolce di riso e gelatina che viene colorato di giallo con lo zafferano. È un piatto festivo popolare in occasione di matrimoni, feste di nascita e durante i primi dieci giorni del mese sacro di Muharram. In questo periodo viene cucinato e distribuito ai fedeli nelle imaret.
In Turchia, lo zerde è molto popolare nelle regioni in cui si trovano tradizionalmente le risaie. Nella provincia di Edirne, nella Tracia orientale, che fornisce quasi la metà della produzione di riso del paese, lo zerde è uno dei dessert preferiti. Gli ingredienti aromatizzanti dello zerde variano leggermente da regione a regione in Turchia a seconda dei frutti locali.
Lo Zerde differisce dal budino di riso in quanto viene preparato con acqua anziché con latte.
Una porzione di zerde ha circa 215 calorie.